# 1843
Năm 1843 (MDCCCXLIII) là một năm bắt đầu từ ngày chủ nhật theo lịch lịch Gregory hoặc năm bắt đầu từ ngày thứ sáu chậm 12 ngày theo lịch Julius.

## Sinh
- 29 tháng 1 – William McKinley, Tổng thống thứ 25 của Mỹ (m. 1901).
- 2 tháng 12 – Nguyễn Phúc Hồng Đĩnh, tước phong Kỳ Phong Quận công, hoàng tử con vua Thiệu Trị (m. 1884).

## Mất
- Không rõ – Ngô Thị Chính, phong hiệu Nhất giai Hiền phi, phi tần của vua Minh Mạng (s. 1792).